# Eustala gonygaster
Eustala gonygaster là một loài nhện trong họ Araneidae.
Loài này thuộc chi Eustala. Eustala gonygaster được Carl Ludwig Koch miêu tả năm 1838.